# Вайс, Джуди
Джуди Вайс (нем. Judy Weiss; род. 31 мая 1972, Восточный Берлин) — немецкая певица
.
С шестилетнего возраста училась играть на фортепиано, затем окончила музыкальную школу. Изучала фортепиано и вокал в Берлинской Высшей школе музыки имени Эйслера.
В 1994 г. дебютировала на сцене в роли Аниты в мюзикле «Вестсайдская история», в последующие два года исполнила одну из главных партий в мюзикле «Красавица и чудовище», пела Эсмеральду в постановке «Горбун из Нотр-Дама» и др. Наибольшую известность Джуди Вайс принёс записанный в 1996 гг. вместе с Андреа Бочелли сингл «Vivo per lei — Ich lebe für Sie», на протяжении 22 недель лидировавший в швейцарском хит-параде.

## Дискография
- 1992 Cinderella
- 1992 Kirschen im Dezember
- 1993 So wie ein Schmetterling
- 1993 Weil Du wiederkommst…
- 1994 Ach, lieber Gott
- 1995 Schütz mich!
- 1995 Weil ich Dich liebe
- 1996 Vivo Per Lei (Duett mit Andrea Bocelli)
- 1996 Wenn Du wüsstest…
- 1999 Hypothetic
- 1999 You And I
- 2001 Could It Be Magic
- 2008 Just Because I Love You
- 2008 Music Was My First Love

## Выступления на телевидении
Хит-парад ZDF: 
- Золушка (11 марта 1993 г. / серия 281)
- О, Боже (9 июня 1994 г. / Эпизод 295, 7 июня 1994 г. / Эпизод 296, 4 августа 1994 г. / Эпизод 297, 19 января 1995 г. / Хиты года 1994 / Эпизод 302)
- Потому что я люблю тебя (22 июня 1995 г. / серия 307)
- Vivo per lei (дуэт с Андреа Бочелли) (18 января 1996 г. / серия 314, в качестве гостей в выпуске Hits 1995 г.)
- Если бы вы знали ... (25 апреля 1996 г. / серия 318)